# Cine

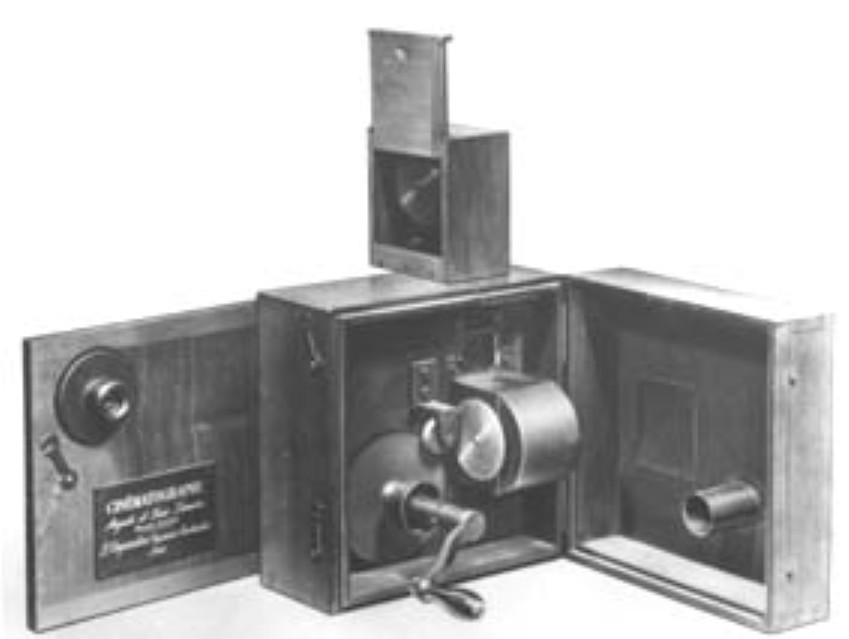
Cámara cinematográfica de los hermanos Lumière.

El cine (abreviatura de cinematógrafo o cinematografía) es la técnica y el arte de crear y proyectar metrajes (como se conocía a las películas en sus inicios). Etimológicamente, la palabra «cinematografía» fue un neologismo creado a finales del siglo XIX y compuesto a partir de dos palabras griegas: por un lado kiné, que significa «movimiento» (ver, entre otras, «cinético», «cinética», «kinesis», «cineteca»); y por otro γραφóς (grafos). Con ello se intentaba definir el concepto de «Imagen en movimiento».
Cuando se habla del nacimiento del cine se toma como referencia la fecha del 28 de diciembre de 1895, en la que se proyectaron al público las primeras películas realizadas por los hermanos Auguste y Louis Lumière, en la memorable sesión realizada en el Salón Indio del Gran Café de París.
Desde entonces ha experimentado una serie de cambios en varios sentidos. Por un lado, la tecnología del cinematógrafo ha evolucionado mucho, desde sus inicios con el cine mudo de los hermanos Lumière hasta el cine digital del siglo XXI. Por otro lado, ha evolucionado el lenguaje cinematográfico, incluidas las convenciones del género, y han surgido así distintos géneros cinematográficos. En tercer lugar, ha evolucionado con la sociedad, con lo que se desarrollaron distintos movimientos cinematográficos. Se le conoce como la «gran pantalla», en oposición a la «pequeña pantalla», esto es, la televisión.
Como forma de narrar historias o acontecimientos, el cine es un arte, y comúnmente, considerando las seis artes del mundo clásico, se lo denomina «séptimo arte». No obstante, debido a la diversidad de películas y a la libertad de creación, es difícil definir lo que es el cine hoy. Sin embargo, las creaciones televisivas que se ocupan de la narrativa, montaje, guionismo, y que en la mayoría de los casos consideran al director como el verdadero autor, son consideradas manifestaciones artísticas, o cine arte (cine de arte). Por otra parte, a la creación documental o periodística se la clasifica según su género. A pesar de esto, y por la participación en documentales y filmes periodísticos de personal con visión propia, única y posiblemente artística (directores, fotógrafos y camarógrafos, entre otros), es muy difícil delimitar la calidad artística de una producción cinematográfica.
La industria cinematográfica se ha convertido en un negocio importante en lugares como Hollywood (California, Estados Unidos) y Bollywood (Bombay, India).

Caballo en movimiento (Animal locomotriz) es una serie animada de un caballo de carreras galopando. Las fotos fueron realizadas por Eadweard Muybridge y se publicaron por primera vez en 1887 en Filadelfia.

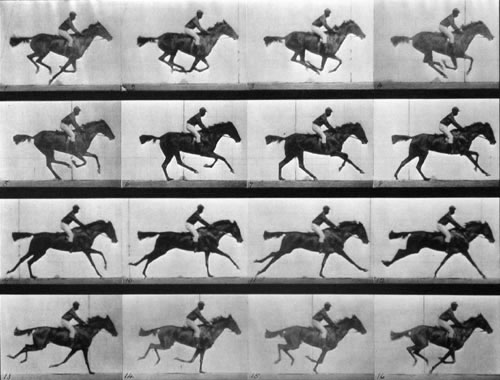
La «serie de Muybridge», tal como se concibió originalmente.

En 1872, una polémica enfrentaba a los aficionados a los caballos de California. Leland Stanford, exgobernador del Estado y poderoso presidente de la Central Pacific, y un grupo de amigos suyos sostenían que había un instante, durante el trote largo o el galope, en que el caballo no apoyaba ningún casco en el suelo. Otro grupo, del que formaba parte James Keene, presidente de la Bolsa de Valores de San Francisco, afirmaba lo contrario. Eadweard Muybridge dio por terminada esa polémica con esta secuencia de imágenes que mostraban el caballo en movimiento, uno de los predecesores de la captura de movimientos.

## Historia

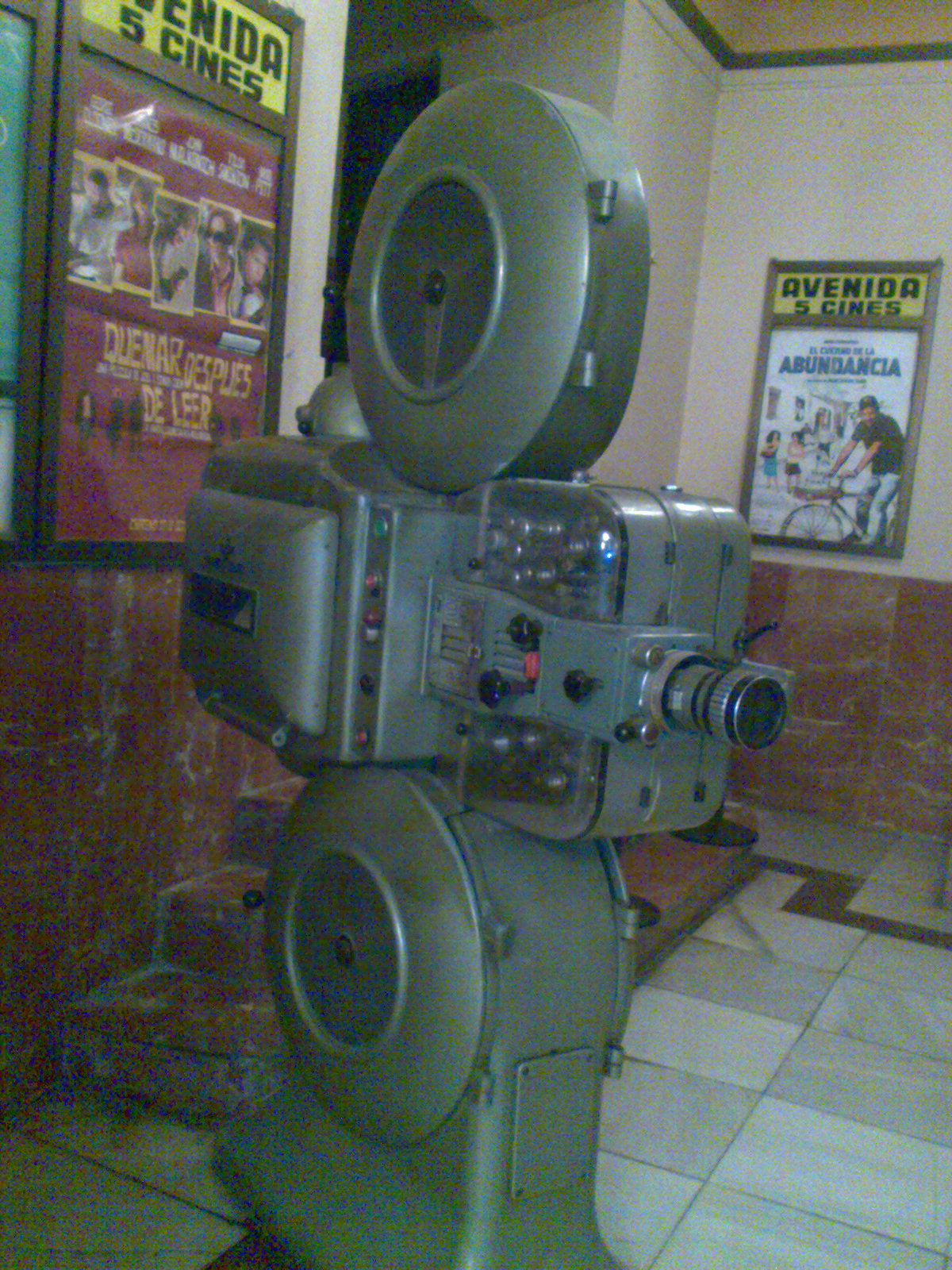
Proyector de películas FH99-35/70.

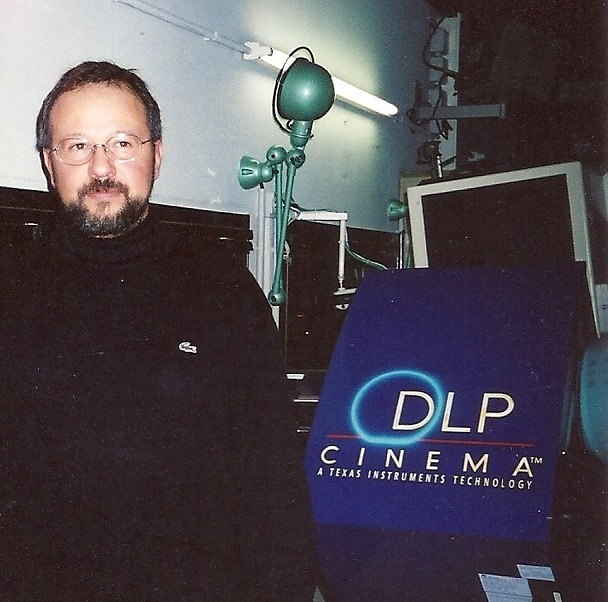
DLP Cinema (Proyector, Texas Instruments, 2000).

La historia del cine se inició con los egipcios, los griegos y los romanos. Ellos mostraron la idea del movimiento a través de dibujos sucesivos. Con el tiempo, en Asia se empezaron a realizar juegos de luces y sombras que consistían en proyectar las sombras sobre la superficie blanca de una tela por luces a espaldas de los espectadores. A su vez, este invento inspiró a la creación de la «linterna mágica» en el siglo XVII. Un aparato óptico que se basaba en una caja que capturaba imágenes del exterior y las proyectaba en su interior para luego funcionar a la inversa.
Más tarde, en Gran Bretaña (siglo XIX) junto con la revolución industrial llegaron nuevos inventos como la máquina a vapor, la bombilla de luz, los nuevos transportes y entre todos ellos la fotografía. Durante esta época se inventó la primera cámara oscura moderna, fabricada por Charles y Jacques Vincent Louis Chevalier en París. Posteriormente se inventó el Quinetoscopio, creación de Thomas Edison. Este artefacto consistía en captar imágenes en movimiento para luego plasmarlas en una cinta. El Quinetoscopio fue lo que los inspiró a los hermanos Lumière ya que ambos querían reflejar imágenes en movimiento por lo que consiguieron un kinetoscopio y con él crearon su propio artefacto, el cinematógrafo. Su mecanismo se basaba en un disco giratorio que ponía a correr una cinta a 16 cuadros por segundo.
El 28 de diciembre de 1895, los hermanos Lumière proyectaron públicamente la salida de obreros de una fábrica francesa en Lyon, la demolición de un muro, la llegada de un tren y un barco saliendo del puerto. El éxito de este invento fue inmediato, no solo en Francia, sino también en toda Europa y América del Norte, donde Thomas Edison ya había grabado numerosas escenas que un espectador a la vez podía ver a través de un kinetoscopio.
En un año, los hermanos Lumière crearon más de diez películas, marcadas por la ausencia de actores y los decorados naturales, la brevedad, la ausencia de montaje y la posición fija de la cámara. Sin embargo, Alice Guy fue la primera persona en ser realizadora de una película, la fundadora del cine narrativo y de la narración cultural superando el cine de demostración de los hermanos Lumière y sentando las bases de lo que en el futuro se ha considerado ficción. También fue la primera persona que logró mantenerse económicamente a través de esta profesión. Su primera película -y por tanto, la primera película de la historia del cine- fue El hada de los repollos (La Fée aux Choux, 1896). Realizó muchas más películas, entre ellas Sage-femme de première classe (1902) y La Esméralda (1905). Tras el éxito de Guy, Georges Méliès decidió introducirse en esta profesión. Realizó películas con historias y decorados fantásticos, como Fausto y Barba Azul (1901), desarrolló las nuevas técnicas cinematográficas, sobre todo con Viaje a la Luna (1902) y con Viaje a través de lo imposible (1904), aplicando la técnica teatral ante la cámara y creando los primeros efectos especiales y la ciencia ficción filmada.
A partir de entonces, la cinematografía no hizo más que mejorar y surgieron grandes directores como Murnau, Erich von Stroheim y Charles Chaplin. En Estados Unidos se hicieron películas de aventuras, como las de Douglas Fairbanks y dramas románticos como las de Valentino. Sin embargo, las de mayor belleza fueron fruto de la escuela cómica americana nacida a partir de la comedia de Mack Sennett, basada en slapsticks y en la estereotipación de figuras sociales como el policía o el gordo, el avaro y el bigotudo burgués.
Aquí recordemos especialmente a Buster Keaton y a Charles Chaplin. En 1927, se estrenó la primera película con sonido El cantante de jazz, a partir de la cual el cine tal y como se conocía dejó de existir y de un lenguaje en que primaba la expresividad de segmentos que se contrastaban y juntaban se impuso una mayor continuidad del relato y mayor fluidez argumental. Ese mismo año apareció el doblaje.
En 1935 se filmó en Technicolor La feria de la vanidad (Becky Sharp), de Rouben Mamoulian; aunque artísticamente el color consiguió su máxima plenitud con Lo que el viento se llevó (1939).
La primera proyección pública de cine digital en Europa se realizó en París, el 2 de febrero de 2000, utilizando MEMS (DLP (Procesado digital de luz) CINEMA) desarrollado por Texas Instruments.

## El cine y la literatura
El cine es un arte relativamente nuevo, y para configurarse se ha basado en las otras artes. Una de ellas es la literatura.

### La forma de narrar
Desde un punto de vista narrativo, se puede decir que el cine ha conocido dos etapas: la anterior y la posterior a Griffith. Este, como padre del lenguaje cinematográfico tal y como lo entendemos hoy en día, comprendió que el cine era algo que podía usarse para contar historias y que el modelo para contar dichas historias no debía buscarse en el teatro (como proponía Méliès), sino en la forma literaria que Griffith y algunos de sus contemporáneos consideraban la más acabada forma narrativa: la novela decimonónica, es decir, la novela del siglo XIX.
Ocurría algo curioso, y es que los intelectuales de entonces aplaudían una narrativa que, de haberse tratado de una novela, hubiesen rechazado. Se daba dicha situación porque los intelectuales comprendieron, quizá de forma intuitiva, que no importaba tanto la forma, sino lo que se expresaba: «un arte de la imagen, sin gran dependencia del pretexto en que se basaba».
Así pues, a partir de Griffith, el cine se convierte en un lenguaje narrativo estructurado de acuerdo con la forma de la narrativa del siglo XIX, en contraposición con la sucesión de escenas distribuidas de acuerdo con las leyes del espacio que se rigen para la escena de un teatro que había anteriormente.
El nuevo lenguaje permitió la posibilidad de los diferentes planos, como posteriormente el movimiento de la cámara y la profundidad de campo. Durante la época de las vanguardias se buscó romper con esta tradición literaria que Griffith había marcado mediante otros medios, haciendo películas que o no eran narrativas o lo fueran únicamente mediante la relación de imágenes, al margen de la narración novelesca.
Mucho más adelante, se vio que el cine no solamente remitía a la literatura por su narración, sino que también podía reinventarla, redescubrirla. Un ejemplo sería Nicholas Ray, quien en su We can’t go to home again (1972) insertaba frases escritas que van transformándose: primero cambiando unas letras por otras hasta convertir las palabras en otras. Esto remite a una tradición literaria que se centra en los juegos de palabras, los trabalenguas, la sustitución de palabras por sus sinónimos, etc.
De igual manera, comenzó a implantarse sobre las películas la idea de ambigüedad, partiendo de novelas escritas por Faulkner o pertenecientes a la etapa literaria de Henry James. Así pues, los directores fueron abandonando el expresionismo y sus formas para mostrar una imagen por lo que era; por citar al filósofo Parménides: «Lo que es, es, y lo que no es, no es ni puede llegar a ser». Sin embargo, se presentaba cierta ambigüedad en las imágenes porque, ¿por qué el sujeto se comporta de un modo en vez de otro? De este modo, todas ―o la mayoría― las secuencias se convertían en algo denominado «tiempos muertos».

### De la novela al guion
Novela y filme emplean herramientas distintas: las novelas utilizan las palabras para narrar, y las películas utilizan las imágenes. Entonces ¿dónde empieza la adaptación y dónde la creación de algo nuevo?
Hay que comprender que las palabras, por sí mismas, hacen textos, no novelas; las imágenes hacen películas, no relatos fílmicos. Lo que hace una novela o un relato fílmico es su capacidad de poder organizar la realidad (verbal o visualmente) en escenas/secuencias narrativas; la capacidad de relatar es la indispensable para una obra, ya sea fílmica o literaria.
Ahora bien, a la hora de adaptar una obra literaria, se pueden dar dos tipos de problemas: discordancia con el lenguaje y discordancia del resultado estético.
Los problemas de equivalencia con el lenguaje se dan cuando una obra literaria no sigue el modelo narrativo de la novela decimonónica que Griffith institucionalizó, partiendo de la narración de Dickens, y por tanto no tengan una correlación con el lenguaje cinematográfico. Estos casos no son frecuentes, pero, cuando se dan, requieren de la invención de dicha correlación. El cine de vanguardias fue el único que se planteó e intentó resolver este problema, pero esos proyectos se han convertido en rarezas que no modifican el curso de la producción ni consiguen convertirse en una corriente paralela.
Los problemas de equivalencia del resultado estético se daban principalmente porque el cine estaba en constante evolución: debía descubrir y evolucionar su lenguaje para poder igualarse a las demás artes de narrar o representar, al mismo tiempo que debía llevar a cabo descubrimientos técnicos con los que poder conseguir expresividad (sonido, movimiento, profundidad, realismo, etc.).
Sin embargo, cada lenguaje, literario o visual, tiene sus rarezas y características propias que hace incompatible un paralelismo exacto entre ambos. Así pues, todo se reduce a la puesta en escena. Las imágenes tienen la virtud de poder transmitir toda clase de conceptos: valores, emociones, referencias (a descripciones literarias, por ejemplo) y el propio argumento narrativo que narran. Ningún otro medio puede transmitir las mismas cosas que una imagen.
He ahí el quid de la cuestión: una equivalencia en el resultado estético es pedirle a una imagen que produzca el mismo efecto en el espectador que las palabras harían en el lector. Para hacer una adaptación fílmica, no es necesario replicar los mismos recursos literarios, sino conseguir con los propios un efecto parecido (pues no siempre será el mismo) al de la obra literaria original. Este es el principio base para una adaptación fílmica adecuada, independientemente de su fidelidad: no siempre las mejores adaptaciones son las más fieles; todo se reduce al enfoque y tratamiento del director.

## Realización cinematográfica
La realización, en el ámbito audiovisual, es el proceso por el cual se crea un vídeo. Usualmente, en el cine de producción industrial pueden distinguirse cinco etapas de realización: desarrollo, preproducción, rodaje, postproducción y distribución. La realización supone asumir decisiones tanto a nivel artístico como productivo, y la limitación únicamente está dada por los medios disponibles (presupuesto del que se dispone y equipo con que se cuenta).
El equipo técnico está formado por:
Producción

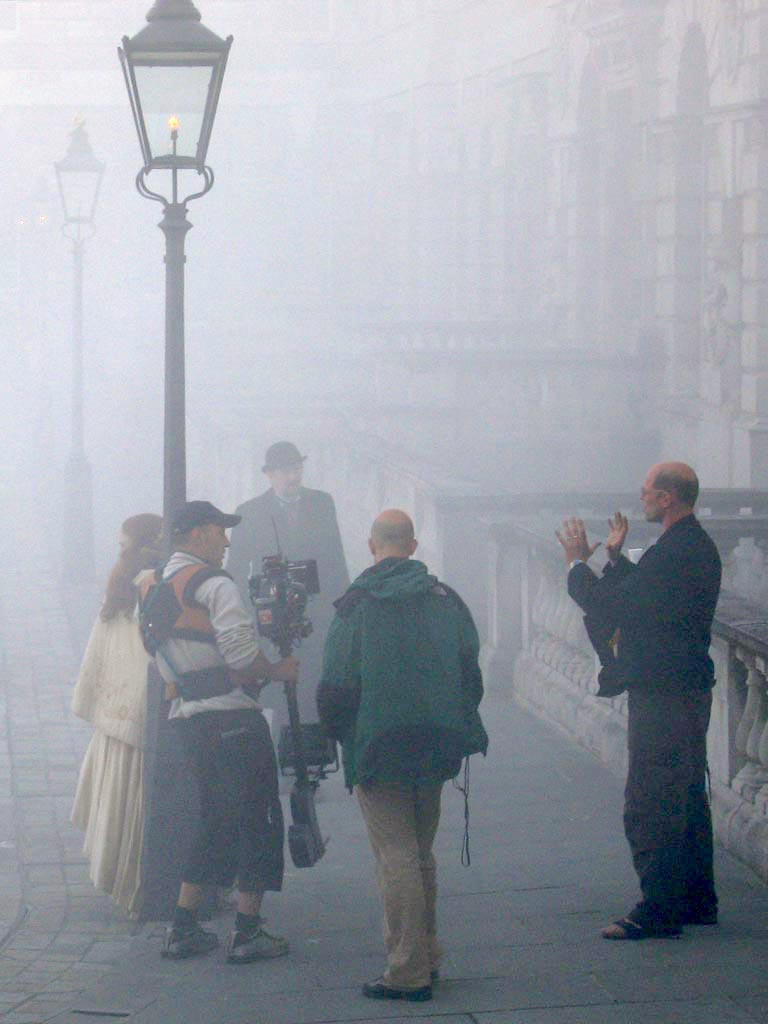
Equipo de filmación en rodaje.

El productor cinematográfico es el encargado de los aspectos organizativos y técnicos de la elaboración de una película, se podría decir que es el responsable de convertir la idea en película. Está a cargo de la contratación del personal, del financiamiento de los trabajos y del contacto con los distribuidores para la difusión de la obra. Si su tarea se limita a algunos aspectos puntuales del proceso técnico o creativo, se le llama «coproductor».
También forman parte del área el director de producción, el productor ejecutivo, el jefe de locaciones y el asistente de producción.
Dirección
El director cinematográfico es el profesional que dirige la grabación de una película, el responsable de la puesta en escena, dando pautas a los actores y al equipo técnico, tomando todas las decisiones creativas, siguiendo su estilo o visión particular, supervisando el decorado y el vestuario, y todas las demás funciones necesarias para llevar a buen término el rodaje.
También forman parte del área el asistente de dirección, el denominado script o continuista y el técnico de imagen digital (dit cine).
Guion
El guionista es la persona encargada de confeccionar el guion, ya sea una historia original, una adaptación de un guion precedente o de otra obra literaria. Muchos escritores se han convertido en guionistas de sus propias obras literarias; dentro del guion cinematográfico se distinguen el guion literario o cinematográfico, que narra la película en términos de imagen (descripciones) y sonido (efectos y diálogo), y está dividido en actos y escenas. Es necesario distinguir el guion literario del guion técnico, que agrega al anterior una serie de indicaciones técnicas (tamaño de plano, movimientos de cámara, etc.) que sirven al equipo técnico en su labor y que, a diferencia del guion literario, suele elaborarlo el director, no el guionista.
También pueden colaborar con el guionista otros escritores (coguionistas) o contar con dialoguistas que están especializados en escribir diálogos.
El papel del guionista es muy importante, pues su trabajo es la base de todo el proyecto, si el guion es bueno el director puede hacer una película excelente, pero si este es deficiente aunque el director tenga muchos recursos, la película quedará vacía.
Sonido
En rodaje, los encargados del sonido cinematográfico son el técnico de sonido y los microfonistas. En la postproducción se suman el editor de sonido, el compositor de la música incidental y los artistas de efectos sonoros (foley) y de doblaje, para generar la banda sonora original. El sonido es parte fundamental del cine ya que la percepción del sonido en el cine incluye: vibraciones interpretada por el cerebro a través del sistema auditivo (procedencia, intensidad, tonalidad, materiales, espacio etc.), cualidades del sonido estéticas como texturas y frecuencias, y cualidades del sonido psicológicas (sugerentes, agradables, inquietantes o molestas). También se manejan estímulos sonoros. El sonido es muy importante porque amplía los límites de la pantalla, soluciona problemas narrativos, cohesiona el montaje, influye en el espectador de forma inconsciente y transmite historias y emociones.
Fotografía

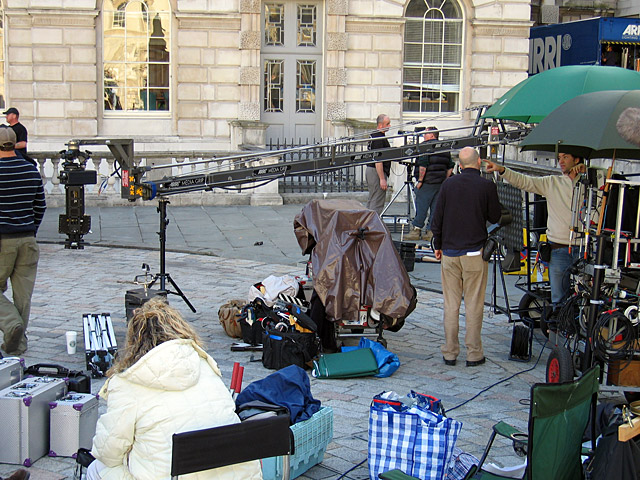
El equipo de fotografía trabajando.

El director de fotografía es la persona que determina cómo se va a ver la película, es decir que es quien determina, en función de las exigencias del director y de la historia, los aspectos visuales de la película; el encuadre, la iluminación, la óptica a utilizar etc. Es el responsable de toda la parte visual de la película, también desde el punto de vista conceptual, determinando la tonalidad general de la imagen y la atmósfera óptica de la película.
El equipo de fotografía es el más numeroso y se compone, además del director de fotografía, del camarógrafo, el primer asistente de cámara o foquista, el segundo asistente de cámara, el cargador de negativos, el gaffer o jefe de eléctricos, los eléctricos u operadores de luces, los grip u operadores de travelling o dolly, los estabilizadores de cámara (steady cam) y otros asistentes o aprendices.
Montaje
El montaje cinematográfico es la técnica de ensamblaje de las sucesivas tomas registradas en la película fotográfica para modelarlas en su forma narrativa, dramatúrgica y, específicamente, rítmica con el fin de construir frases audiovisuales: escenas y secuencias. Consiste en escoger (una vez que se ha rodado la película), ordenar y unir una selección de los planos registrados, según una idea y una dinámica determinada, a partir del guion, la idea del director y el aporte del montador. El montador sincroniza la imagen con el sonido (tarea habitualmente encomendada al ayudante de montaje). Visiona las tomas diarias junto al director y los miembros clave del equipo (el director de fotografía, que así supervisa su propio trabajo).
Hoy en día, muchas películas se montan en vídeo, y después ese montaje sirve de referencia para cortar y empalmar el negativo, que en sus inicios su base era de celuloide, y que posteriormente fue sustituido por acetato y poliéster, dada la alta peligrosidad del primero. La preparación de estas tomas diarias se desarrolla cada día a lo largo del rodaje de la película. La posproducción es el momento en que el montador ha reunido todo el material necesario para completar un primer montaje de la película. Después de que el director y el productor aprueban el montaje final, un montador de sonido especializado corrige los posibles problemas con este. Si fuera necesario, el montador de sonido graba los diálogos en un estudio de grabación, mientras los actores ven en proyección la imagen correspondiente. Este proceso se conoce como doblaje. Los montadores de sonido reúnen las grabaciones y crean a veces nuevos sonidos (efectos sonoros) para intensificar la fuerza dramática de una escena. Mientras se prepara la banda de sonido, el montador también supervisa los efectos ópticos y los títulos que se van a incorporar a la película. Uno de los pasos finales es la preparación y la mezcla de las diferentes bandas sonoras en un único máster, primero magnético, que contendrá los diálogos, música, sonido directo y efectos de sonido, sincronizados con la imagen y adecuado al volumen de cada banda. La mezcla sin los diálogos hace posible el doblaje para la distribución de la película en otros idiomas.
Operador de cámara
Es el encargado de realizar y llevar a cabo todos los movimientos de cámara que sean necesarios para adaptarse al guion bajo la dirección del director.
Arte (Diseño de producción)
El área artística puede tener un director de arte o varios, de ser necesario. En el caso de haber más de uno, estos están coordinados por un diseñador de producción, quien está a cargo de la estética general de la película. Estos directores tendrán asistentes y encargados específicos, como escenógrafos, encargados de vestuario, modistas, maquilladores, peluqueros/as, utileros y otros miembros suplementarios como pintores, carpinteros o constructores. También dependen de esta área especialistas en los efectos visuales y ópticos que se realicen en el rodaje, así como otros efectos realizados durante la fase de postproducción.
Stunts
Doble es la persona encargada de salvaguardar la integridad del actor que no cuenta con las habilidades necesarias para realizar escenas de riesgo. Estos están preparados física y mentalmente, son personas capaces y acostumbradas para hacer actividades de riesgo al rodar escenas en cine.
Guion gráfico
El guion gráfico se utiliza para definir las secuencias, así como las variaciones de plano, gestos y posiciones de los actores, en cada una de las escenas antes de rodarla; en él vemos como si de un cómic se tratase la película completa. Además este elemento es fundamental para la buena comprensión del equipo técnico hacia lo que se va a rodar, incluyendo anotaciones con las dificultades de algunos planos o cosas a tener en cuenta.
En la creación de un storyboard, los personajes y el fondo se pueden retratar únicamente mediante siluetas, pero siempre recalcando los elementos importantes en la acción como pueden ser flechas para indicar movimiento de cámara o de actores, o la expresión de un actor en un plano determinado para cuidar hasta el más mínimo detalle y la producción sea excelente.
Distribución y exhibición
Los distribuidores, generalmente empresas independientes de las productoras, compran los derechos de exhibición en salas de cine, o para su emisión por televisión, y venden los derechos de la película a los exhibidores (individuales o cadenas de exhibidores), cadenas de televisión, videoclubes u otros establecimientos donde se vendan las cintas de vídeo. Son también encargados de la publicidad y de la promoción de las películas, de hacer las copias necesarias para la exhibición y de controlar las cifras de ingresos y gastos. El productor cede al distribuidor un porcentaje de los ingresos de la película que por lo común alcanza el 50 %. Además el distribuidor deduce de los beneficios del productor el importe de las copias de la película.
Los mercados secundarios son aquellos que proporcionan ingresos adicionales, que no eran el objetivo inicial de la producción. Estos mercados incluyen una diversidad de objetos: juguetes con el nombre de los personajes de la película (especialmente en el caso de las de dibujos animados), camisetas, publicación del guion, cortometrajes sobre las incidencias del rodaje (el «cómo se hizo») y grabaciones en disco, casete o compacto de la banda sonora original. Los productores buscarán compositores conocidos a los que ceden los derechos de la distribución fonográfica de su música.
Banda de diálogo
Es aquella sobre la que se registra el diálogo de la película, de efectos especiales, en la que se han montado todo tipo de sonidos ambientales que arropan a las acciones (tales como grillos, tráfico, pájaros, etc).

## Géneros cinematográficos
En la teoría cinematográfica, los géneros son una forma de clasificar a las películas en grupos. Cada género está formado por películas que comparten ciertas similitudes, ya sea en su estilo, su temática, su intencionalidad, su forma de producción o el público al que van dirigidas.
Atendiendo a su forma de producción y su intencionalidad, cabe distinguir géneros como los siguientes:
Cine comercial: Son las películas creadas por la industria cinematográfica orientadas al gran público y con la generación de beneficios económicos como objetivo principal. A esta categoría pertenecen la mayoría de las películas que se proyectan en las salas de cine, y algunas de ellas son promocionadas mediante grandes campañas de publicidad.
Cine independiente: Una película independiente es una película de bajo presupuesto y hecha por pequeñas productoras. Una película independiente no es realizada por los grandes estudios.
Cine de animación: El cine de animación es aquel en el que se usan mayoritariamente técnicas de animación. El cine de imagen real registra imágenes reales en movimiento continuo, descomponiéndose en un número discreto de imágenes por segundo. En el cine de animación no existe movimiento real que registrar, sino que se producen las imágenes individualmente y una por una (mediante dibujos, modelos, objetos y otras múltiples técnicas, como el Stop Motion), de forma tal que al proyectarse consecutivamente se produzca la ilusión de movimiento. Es decir, que mientras en el cine de imagen real se analiza y descompone un movimiento real, en el cine de animación se construye un movimiento inexistente en la realidad.
Cine documental: El cine documental es el que basa su trabajo en imágenes tomadas de la realidad. Generalmente se confunde documental con reportaje, siendo el primero eminentemente un género cinematográfico, muy ligado a los orígenes del cine, y el segundo un género televisivo.
Docuficción, híbrido entre el documental y la ficción, es un género practicado desde el primer documental, que se renueva desde finales de los años cincuenta.
Cine experimental: El cine experimental es aquel que utiliza un medio de expresión más artístico, olvidándose del lenguaje audiovisual clásico, rompiendo las barreras del cine narrativo estrictamente estructurado y utilizando los recursos para expresar y sugerir emociones, experiencias, sentimientos, utilizando efectos plásticos o rítmicos, ligados al tratamiento de la imagen o el sonido.
Cine de autor: El concepto de cine de autor fue acuñado por los críticos de los Cahiers du Cinéma para referirse a un cierto cine en el que el director tiene un papel preponderante en la toma de todas las decisiones, y en donde toda la puesta en escena obedece a sus intenciones. Suele llamarse de esta manera a las películas realizadas basándose en un guion propio y al margen de las presiones y limitaciones que implica el cine de los grandes estudios comerciales, lo cual le permite una mayor libertad a la hora de plasmar sus sentimientos e inquietudes en la película. Sin embargo, grandes directores de la industria, como Alfred Hitchcock, también pueden ser considerados «autores» de sus películas. Se define de acuerdo con su ámbito de aplicación y recepción, ya que no suele tratarse de un cine ligado a la industria, y no se dirige a un público amplio sino específico, y comparte a priori un interés por productos que se hallan fuera de los cánones clásicos. Un subgénero importante podría ser el cine abstracto.
Cine ambiental: El cine no solamente ha puesto en contacto al hombre con la naturaleza en diversos casos, sino que además ha sido, y sigue siendo en ocasiones, militante activo en la lucha por la defensa del medio ambiente. Además, el cine ha sido desde su nacimiento, el más fuerte medio de transmisión de conocimientos y de culturas, aportando a los espectadores infinitas posibilidades de encuentro con paisajes, naturaleza, lugares y costumbres.

## El negocio del cine
Históricamente una película obtenía sus ingresos por alquilar los derechos de exhibición en un cine y, a su vez, el dueño del cine cobraba una entrada a todo aquel que quisiera ver la película.
Con los ingresos de esas entradas, ese propietario del cine pagaba:
- Gastos de personal, limpieza, luz, etc.
- Promoción local (en carteles y periódicos locales): se paga al 50/50 con la casa productora.
- Cuota acordada con la productora de la película, que normalmente es variable y depende del éxito de la película pero puede estar entre un 30 a un 70 por ciento del precio de entrada.
- El resto lo guardaba como beneficio.

Así funcionaba hasta la llegada de la TV. Con la televisión, la casa productora, al mismo tiempo distribuidora de los derechos, acuerda con el canal de TV el alquiler de su película por un precio y unas condiciones:
- Se podrá transmitir la película durante un período acordado, normalmente de tres a cinco años por un precio total.
- Se limita el número de veces que en ese período el canal de TV podrá repetir la transmisión de la misma película, normalmente entre dos y cinco veces, máximo, para no quemar la película.

Al poco tiempo, aparecieron nuevas formas de exhibición o transmisión, como por ejemplo:
- Pago por visión (pay-per-view): esta ventana se suele abrir a los seis meses del estreno, por unos pocos meses.
- Canales de TV de pago, tipo Showtime o HBO: la ventana se abre al año, durante un año.
- A continuación viene los networks o grandes cadenas de TV, cuya ventana se abre a los dos años, normalmente por tres más.
- Sindicación de canales de TV: esto es agrupación de estaciones de TV que solo cubren un área local, no nacional. Esta ventana está abierta cuando se acaba la de las grandes cadenas y se está constantemente renovando, con distintos distribuidores. Lo normal es un contrato por cinco o siete años. A su vencimiento, se vuelve a vender esos mismos derechos a otro o al mismo, por otros tantos años y así constantemente.
- Venta de videos, VHS, Betamax, etc: con ventas tanto a tiendas de vídeo para alquilar como a particulares. La ventana se abre a los seis meses del estreno con ventas a distribuidores que los colocan en distintas tiendas. Al finalizar el contrato, se busca otro nuevo distribuidor para continuar con esas ventas de video. Estos videos posteriores son a precios mucho más baratos que los iniciales.

Actualmente, ya casi no hay venta de videos. Se pasó a DVD o Blu-Ray, pero el sistema es exactamente el mismo. También hay ingresos derivados del streaming bien sea por Internet o por canales de TV especializados en ello. Además hay algunos ingresos de merchandising, bien sea venta de cualquier objeto, prenda, diseño o uso de marca que aparece en la película.
Por último, la industria cinematográfica también ha conseguido generar fuentes de negocio excepcionales. Por ejemplo parques de atracciones, como es el caso de Disneyland o el Parque Warner. También puede generar una nueva forma de turismo, como es el caso de Juego de Tronos: multitud de seguidores se sienten atraídos a lugares reales que aparecen en la serie. Estos casos se dan al alcanzar un alto nivel de notoriedad, pero son poco frecuentes.
En cada paso anterior, hay una parte que se queda la casa productora, que es con la que paga los costos de producción y obtiene su beneficio, aunque después de distribuir parte de esos ingresos bien sea con actores/directores/productores mediante contratos de royalties. También se paga a los sindicatos lo que se llama residuals, quien a su vez, los distribuye entre sus sindicados de forma que alguien que trabajó en una película, aunque fuera con una presencia corta de una escena, sigue cobrando de esa película veinte o treinta años después cada vez que aparece por TV en cualquier país. Estos residuals para sindicatos se dan en los Estados Unidos, no necesariamente igual en otros países.

## Teoría del cine
La teoría del cine se basa en el principio de secuencias de fotografías continuas, es decir el cine trata de representar la fotografía en una secuencia continua para mostrar movimiento sin interrupciones.
El cine clásico tiene un estilo que enfatiza la continuidad y comprensibilidad de la película. Normalmente tiene caracteres fuertes, constantes durante toda la película y un argumento con un final feliz. El cine moderno no enfatiza estas características, al contrario, rechaza el cine clásico y su estilo; e intenta romper todo ese estilo y todas las convenciones de este. Directores diferentes utilizan modos variantes del estilo moderno.

## Formatos cinematográficos

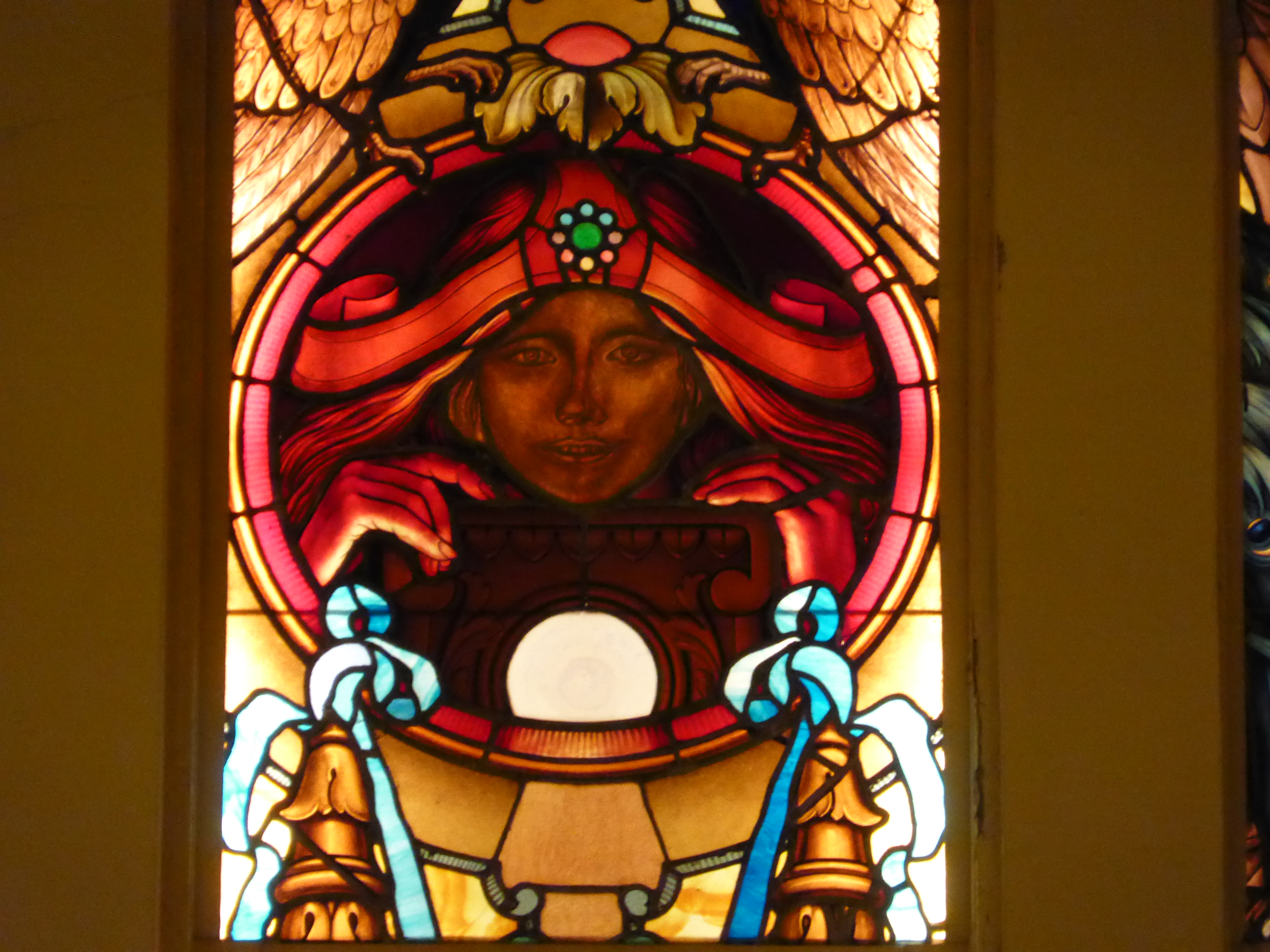
Alegoría del cine, con un proyector encendido. Vidriera policromada, modernista, del cine Ideal (Madrid).

El cine nació en el siglo XIX como consecución de una larga cadena de inventos y descubrimientos en torno a la fotografía. El hechizo que causaba la proyección de sombras chinescas o dibujos de lejanos países mediante lámparas mágicas se unió a los avances de la fotografía. Como fenómeno de masas, podemos hablar del nacimiento del cine con los hermanos Lumière. Pero no hay que olvidar que estos lo que hicieron fue perfeccionar el kinetoscopio de Thomas Alva Edison. Y que hubo muchos otros inventos que giraron en torno a cómo captar el movimiento.
Fue Thomas Alva Edison el creador, además, del formato cinematográfico por excelencia, el 35 mm, sobre un soporte de nitrato de celulosa. Este formato y los de ancho superior devinieron los de uso profesional, aunque hubo otros muchos empleados por cineastas o por la propia televisión:16 mm, 9,5 mm, Súper 8, etc.
El formato de pantalla ancha aparece en Hollywood a fines de la década de 1920, en diversos cortos e informativos para cine. Su estreno coincide con el auge de las películas en 3 dimensiones y la utilización de lentes estereoscópicas de colores rojo y azul (anaglifo), estrenadas en 1915.
Durante la Gran Depresión de la década de 1930 los estudios se vieron obligados a utilizar formatos de pantalla ancha de menor amplitud para bajar sus costos, pero fue hasta comienzos de los años 50, ante la arrolladora irrupción de la televisión, que los estudios volvieron a utilizar relaciones de aspecto mayores. En 1953, la cadena FOX lanzó uno de los procesos de creación de formato de pantalla ancha más populares entre los años 1953 y 1967: el Cinemascope, el antecesor del sistema que hoy conocemos por Panavisión, el más utilizado hoy en día. El legado que sobrevive hasta nuestros días es la pantalla ancha o panorámica.

## Premios
En el mundo del cine hay varios premios de prestigio mundialmente reconocidos.
Unos de los premios más valorados son los premios Óscar.
En los premios Grammy también hay varias categorías dedicadas al cine musical, como el premio Grammy al mejor vídeo musical y el premio Grammy a la mejor película musical.